# Challenger de Pétange
El ATP Roller Open es un torneo de tenis celebrado en Pétange, Luxemburgo desde el año 2012. El evento forma parte del ATP Challenger Tour y se juega en canchas duras.

## Finales anteriores

### Individuales
| Año  | Campeón      | Finalista          | Resultado     |
| ---- | ------------ | ------------------ | ------------- |
| 2013 | Tobias Kamke | Paul-Henri Mathieu | 1-6, 6-3, 7-5 |
| 2012 | Tobias Kamke | Paul-Henri Mathieu | 7–67, 6–4     |

### Dobles
| Año  | Campeón                     | Finalista                    | Resultado         |
| ---- | --------------------------- | ---------------------------- | ----------------- |
| 2013 | Ken Skupski Neal Skupski    | Benjamin Becker Tobias Kamke | 6-3, 6-75, [10-7] |
| 2012 | Christopher Kas Dick Norman | Jamie Murray André Sá        | 2–6, 6–2, [10–8]  |